# Ernesto Segura de Luna
Ernesto Segura de Luna, né le 11 février 1922 à Barcelone, en Espagne et décédé le 30 août 2008, à Mataró, en Espagne, est un avocat et dirigeant espagnol de basket-ball. 

## Biographie
De 1959 à 1972, Ernesto Segura de Luna est président de la fédération de Catalogne de basket-ball. Il devient président de la Fédération espagnole de basket-ball de 1972 à 1984 et de 1992 à 2004. Il est par la suite nommé président d'honneur de la fédération. Il a également été membre du comité olympique espagnol de 1973 à 1989 et de la commission juridique de la FIBA. Il est président de la FIBA Europe entre 1996 et 1998.
Il est nommé membre du FIBA Hall of Fame en 2010, en qualité de contributeur.